# Deizisau
Deizisau är en kommun och ort i Landkreis Esslingen i regionen Stuttgart i Regierungsbezirk Stuttgart i förbundslandet Baden-Württemberg i Tyskland.
Kommunen ingår i kommunalförbundet Plochingen tillsammans med kommunen Altbach och staden Plochingen.